# Следи за собой
«Следи́ за собо́й» — песня советской рок-группы «Кино», написанная Виктором Цоем и вошедшая в «Чёрный альбом» 1991 года. Текст о различных видах смерти был написан лидером группы вместе с другом Олегом Котельниковым в 1986 году. Для многих биографов и любителей творчества «Кино», «Следи за собой» стала «прощальным посланием» Цоя перед его гибелью в августе 1990 года.
Впервые на публике песню представили на концерте в честь дня рождения рок-музыканта Константина Кинчева в конце 1986 года. После этого группа «Кино» неоднократно исполняла её на различных концертах. Единственными прижизненными для Цоя студийными записями «Следи за собой» стали сессии на киностудии «Мосфильм» и студии Валерия Леонтьева. Композицию планировалось выпустить в альбоме «Звезда по имени Солнце» либо выпустить синглом, однако в 1980-х годах в СССР не существовало такого понятия, а для альбома композиция была сочтена неподходящей. Для последнего альбома участники группы записали новую аранжировку, добавив к ней голос Виктора.
«Следи за собой» стала одной из самых знаковых и известных песен в репертуаре творчества «Кино». В 2000 году для альбома-сборника «КИНОпробы» группа «Король и Шут» исполнила свою версию песни.

## Создание и смысл композиции
По рассказу Евгения Титова, идея текста возникла у Цоя и его друга Олега Котельникова в поезде во время гастролей: вместе они раздумывали о том, насколько ужасные вещи могут произойти с человеком и о том, насколько разные бывают виды трагической смерти. Остальная часть композиции была сочинена участниками «Кино» в 1986 году — во время съёмок фильма «Асса».
В песне, по мнению филолога Светланы Петровой, Виктор Робертович иронизирует по поводу рассуждений о возможных видах гибели. Музыкант говорит о том, что невозможно всё предусмотреть. Как считает Петрова, творчество Виктора Цоя могло бы перейти на путь фольклоризации, если бы он остался жив. В композиции не просто используются фольклорные элементы, но к тому же автор и расширяет их первоначальное значение. Филолог считает, что все композиции «Чёрного альбома», включая «Следи за собой», имеют цикличность. Есть намёки на тему будущего, проблематику которой Цой мог продолжить в своём творчестве. Таким образом, название «Чёрный альбом» может противоречить изначальной задумке. По мнению биографов и поклонников Виктора Цоя, строки из «Следи за собой» стали «квинтэссенцией негативных мыслей» и своими последними текстами он говорил о своём плохом самочувствии.
Филолог Зинаида Харитонова предполагает, что из-за того, что лирический герой Цоя неотделим от мира города, первой приведённой в тексте песне катастрофой, которая может настигнуть человека, оказывается следующая: «Завтра кто-то вернувшись домой, застанет в руинах свои города». Потеря родного места подаётся автором как самое страшное, что может произойти с современным человеком. Похожего мнения придерживается и А. В. Лексина-Цыдендамбаева: она называет «Следи за собой» «пророчеством о конце этого мира, облекающимся в форму мрачной иронии».

## Живые исполнения
По словам Сергея Фирсова — директора котельной «Камчатка» — он и несколько рок-музыкантов, среди которых были Борис Гребенщиков, Юрий Шевчук и Константин Кинчев стали первыми слушателями песни «Следи за собой», которую Цой им исполнил во время рабочего дня.
Впервые песня была исполнена вживую на рок-концерте в честь дня рождения Константина Кинчева 25 декабря 1986 года. 3 июня 1987 года «Следи за собой» была спета в Ленинградском дворце молодёжи в рамках V фестиваля Ленинградского рок-клуба. Тогда группа вышла на сцену в расширенном составе — с двумя барабанщиками и басистами — из-за чего чувствовала себя не очень уверенно. На протяжении всей монохромной программы концерта без фирменного юмора только во время исполнения «Следи за собой» Цой улыбается на сцене, что отображает всю несерьёзность песни.
В начале 1988 года Цой, находящийся в Алма-Ате на съемках фильма Рашида Нугманова «Игла», дал концерт в местном Политехническом институте. Одной из песен, исполненных на этом концерте, стала «Следи за собой», которую Виктор представил как «Новогоднее предупреждение». После этого Цой дал ещё один концерт в Алма-Ате, в Дворце спорта имени 50-летия Октября, и снова исполнил песню. В рамках премьеры «Ассы» группа «Кино» устроила небольшой тур, состоящий из пяти-шести концертов: среди исполненных песен, были и новые — «Следи за собой», «Хочу перемен!».
В последние годы Виктора Цоя песня очень часто исполнялась на акустических и электрических концертах (в том числе в Красноярске и Эстонии). На записи живого исполнения «Следи за собой» в Вильнюсе, позднее вошедшего в документальный фильм «Последний герой» и художественный фильм «Цой», отчётливо слышно то, как в одном из последних припевов Цой поёт «Следи за собой… Папа! Следи за собой!». Возможно, музыкант обращался к собственному отцу — Роберту Максимовичу. У Виктора были сложные отношения с родителем, они не общались несколько лет. Незадолго до своей гибели сын помирился с отцом.
В 2021 году бывшие участники группы Юрий Каспарян, Александр Титов и Игорь Тихомиров совместно с барабанщиком Олегом Шунцовым и гитаристом Дмитрием Кежватовым сыграли концерт в рамках проекта «Симфоническое кино» в Севкабеле: в качестве шутки музыканты воссоздали «Следи за собой». Поклонники творчества «Кино» положительно восприняли ремейк, и было решено добавить песню в основную программу выступлений. Одно из концертных исполнений в данном составе вошло в сборник обновлённых версий песен «Кино», «12 22».

## Студийные записи и выпуск
Во время создания фильма «Игла» (по воспоминаниям гитариста Юрия Каспаряна — фильма «Асса»), «Кино» записали несколько композиций для саундтрека на студии «Мосфильм»: помимо песен, звучащих в фильме, группой были записаны «Невёселая песня» и «Следи за собой», которые в итоговый вариант картины не вошли. Повторно песня была записана на студии Валерия Леонтьева для альбома «Звезда по имени Солнце». После окончательного сведения она и другая композиция — «Вопрос» — не попала в альбом, потому что «выпадала из общего контекста». Участникам группы хотелось выпустить «Следи за собой» в качестве сингла, но такого понятия в то время не существовало в СССР.
На черновой демо-кассете последнего, «Чёрного альбома» группы, вместе с зарисовкой «Завтра война», оказалось всего семь песен, что для обычного альбома очень мало. Поэтому, по настоянию Виктора, зарисовку решили заменить «Следи за собой», которая уже была готова во время работы над «Звездой по имени Солнце». Осенью 1990 года на студии «Видеофильм» музыкантами группы «Кино» была записана новая аранжировка песни, в едином музыкальном стиле последнего альбома, которая была наложена на вокал Цоя.
Так как расположение песен в «Черном альбоме» было решено оставить таким, каким оно было на демозаписи, песня «Следи за собой» стала последней и самой старой песней. По мнению Виталия Калгина, это произвело «своеобразный мистический эффект»: песня многими воспринималась как «прощальное послание» или «завещание» Виктора Робертовича. Как говорит Владимир Шадурский: парадокс песни состоит в том, что «первый же, кто об этом сказал, не смог уберечься от беды» и «желание предотвратить горе не спасло от него» — в этом несоответствие песни Цоя и его участи.
В 2020 году лейблом Maschina Records был издан альбом «Любовь — это не шутка», записанный группой в 1986 году. В конверт, прилагаемый к коллекционному варианту винилового издания, помещён бонусный сингл семидюймовый винил с двумя ранними версиями «Следи за собой» — одна версия домашние демо, а вторая версия записанной на «Мосфильме» и «Red Wave Studios».

## Участники записи
- Виктор Цой — вокал, ритм-гитара
- Юрий Каспарян — соло-гитара
- Игорь Тихомиров — бас-гитара
- Георгий Гурьянов — ударные

## Популярность и влияние
В 1988—1989 годах «Следи за собой» возглавляла верхние строчки некоторых советских чартов, хотя при этом она нигде официально не публиковалась и не входила ни в один альбом «Кино». Согласно опросу экспертов, который проводился в Ленинграде, группа стала абсолютным лидером советского рока сразу в двух категориях — сами «Кино» названо лучшей группой года, а песня «Следи за собой» — лучшей песней. В интервью самиздату «Рио» Цой признавался, что находился в недоумении от популярности внеальбомной песни; по его предположениям, «большую роль сыграл новый альбом [„Группа крови“]». Спустя годы поклонниками «Кино», многими журналистами и исследователями «Следи за собой» была признана одним из самых известных и лучших хитов группы.
В 2000 году был выпущен сборник каверов на песни Цоя от популярных на тот момент рок-исполнителей, выпущенный при поддержке «Нашего радио» и ОРТ — «КИНОпробы». Михаил Козырев в интервью «Афиша Daily», прежде всего, вспоминает песню «Следи за собой» в исполнении группы «Король и Шут»: по его мнению, «когда они пели, было действительно страшно». В их вариации звучала мощь и «предсказание апокалипсиса», чего не было в оригинале «Кино».
В фильме Сергея Бодрова-младшего «Сёстры», снятом в 2001 году, «Следи за собой» является одной из шести песен группы «Кино», которые вошли в саундтрек к фильму.